# Erik Johansson (författare, född 1973)
Ernst Erik Severin Johansson, född 30 juni 1973, död 10 december 2024, var en svensk lantbrukare, sprängare och författare bosatt utanför Umeå. Han har givit ut tre böcker och har sedan 1998 producerat kåserier för Radio Västerbotten. Han har en bakgrund som bergsprängare och boxare och livnärde sig även som pyrotekniker. 2016 blev Erik Johansson internationellt känd genom sina sprängningar som delades på YouTube under namnet "Swedish Dynamite".

## Biografi
Johansson debuterade 2011 med kåserisamlingen Därför har jag ingen elefant, som gavs ut på det egna förlaget Häljegård förlag. Kåserierna har han framfört i olika sammanhang i Radio Västerbotten. Året därpå kom Djungelkungen i Brasilien. Den är en barnbok om trollet Djungelkungen, som reser till Brasilien med barnen Harry och Wilma. Under 2014 utkom Jungle King in Brazil, en översättning av Lucia Johnsson, och ännu en kåserisamling Rött skynke i trafiken
.
Erik Johansson har en bakgrund som bergsprängare och har introducerat äggskjutning  och rundbalssprängning  på Hälje Gård. Sprängningarna har blivit omtalade på videoplattformen YouTube under pseudonymen "Swedish Dynamite".
Johansson verkade för att individuella idrottare skall få bättre förutsättningar och har instiftat ett stipendium som första gången delades ut under 2018 med 15 000 kr.

## Priser och utmärkelser
- 2004 – Anders Walls stipendium för landsbygdsutveckling[4]
- 2007 – Matstipendium från Sparbanksstiftelsen Västerbotten[11]
- 2009 - Årets Landsbygdsföretagare i Västerbottens län[12]
- 2014 – LRF:s kulturstipendium för Opera i fårhuset[13]